# Referendo constitucional no Equador em 2007
O referendo constitucional de 2007 no Equador realizou-se no dia 15 de Abril de 2007.
Este referendo foi proposto pelo presidente do país, Rafael Correa, que queria diminuir a influência política do Congresso.
Correa pretende reduzir o poder judicial e o controlo do Congresso sobre as companhias equatorianas envoltas em escândalos de corrupção.
Se a alteração constitucional for aprovada, será eleita pela população uma assembleia de 130 membros para escrever uma nova constituição. 120 serão eleitos pelas províncias, 24 eleitos a nível nacional e 6 pelos emigrantes na Europa, Estados Unidos da América, Canadá e outros países da América Latina.As mudanças que vierem a ser realizadas por esta assembleia deverão ser aprovadas num novo referendo, por toda a população.
O referendo realiza-se no auge da popularidade de Rafael Correa, três meses depois de assumir o cargo. O Presidente defende este meio como forma de controlar a instabilidade política, enquanto a oposição se opõe à alteração por considerar que esta aumentará demasiado os poderes presidenciais.
Uma das questões levantada pela oposição foi a possibilidade de Correa retirar os dólares de circulação. Em 2000 a moeda nacional, o sucre, foi substituída pelo dólar numa tentativa de combater a inflação galopante. Correa sempre se opôs a esta medida, embora reconheça que é difícil reverter esta opção.
Estavam aptos a votar neste referendo cerca de 9,2 milhões de equatorianos.

## Resultados
O Sim à formação da assembleia que irá reescrever a Constituição teve uma maioria esmagadora.
|         | Votos     | Percentagem |
| ------- | --------- | ----------- |
| Sim     | 5.317.698 | 81,7%       |
| Não     | 810.274   | 12,45%      |
| Nulos   | 330.128   | 5,07%       |
| Brancos | 50.678    | 0,78%       |

Aguarda-se agora a marcação da eleição dos 130 membros da assembleia, a qual deverá ocorrer até ao final de 2007.